# Peribaea discicornis
Peribaea discicornis là một loài ruồi trong họ Tachinidae.